# Единый профсоюзный центр трудящихся Чили
Единый профсоюзный центр трудящихся Чили (КУТ) (исп. Central Única de Trabajadores de Chile, CUT) — крупнейшая (как по количеству членов, так и по охвату предприятий) и наиболее мощная профсоюзная организация страны в период с 1953 по 1973 год. Был основан Клотарио Блестом с целью объединения рабочего класса в единую организацию после распада Конфедерации трудящихся Чили с целью защиты его прав и представительства в государственных органах. Активно сотрудничал с Коммунистической партией Чили.
Был запрещён после военного переворота 1973 года, тысячи членов КУТ подверглись арестам и пыткам. Часть руководства профцентра во главе с Роналдо Кальдероном смогла эмигрировать из Чили и создала зарубежный Центральный совет, который пытался координировать действия ушедших в подполье профсоюзных организаций, принявших активное участие в сопротивлении военной хунте.
В 1990 году остатки CUT влились в новый Объединённый центр трудящихся Чили.

## История
Подъём стачечной волны после восстания чауча (протестов из-за подорожания общественного транспора) 1949 года и победа на президентских выборах 1952 года Карлоса Ибаньеса, вернувшегося к власти под популистскими лозунгами и обещавшего отменить репрессивные законы своего предшественника Гонсалеса Виделы в отношении чилийского профсоюзного движения привели к ускорению интеграционных процессов, шедших между организациями бывшей Конфедерации трудящихся Чили.
КУТ был сформирован 12 февраля 1953 года в результате объединения ряда профсоюзных движений: анархо-синдикалистского Национального унитарного движения трудящихся (MUNT, 1950) во главе с Эрнесто Мирандой Ривасом, Объединительного комитета профсоюзов (CRUS, 1950), двух фракций (социалистической и коммунистической) Конфедерации чилийских трудящихся (CTCH), Национального совета рабочих и служащих Чили (1948), Движения профсоюзного единства (MUS, 1952) и Национальной комиссии по единству профсоюзов, куда все перечисленные вошли в мае 1952 года. Одним из условий объединения чилийских профсоюзов был отказ от вступления новой структуры в соперничающие друг с другом интернациональные профсоюзные объединения (МКСП, ВФП, ВКТ).
Под влиянием своего основателя, Клотарио Блеста, КУТ изначально был близок к позициям анархо-синдикализма, что нашло своё отображение в его первой Декларации принципов (1953), в которой повторяется девиз Первого Интернационала: «освобождение рабочего класса должно быть завоёвано самим рабочим классом». Но впоследствии КУТ заметно отошёл от анархистских принципов в сторону марксизма. Всю историю существования профцентра в нём было сильно влияние Коммунистической и Социалистической партий, на последних выборах в Центральный совет обозначилось также нарастание роли Христианско-демократической партии.
За время своей деятельности КУТ организовал и осуществил 12 всеобщих забастовок, добившись в 1969 году от правительства Эдуардо Фрея подписания генерального соглашения между властями и профсоюзами (до военного переворота оно ежегодно перезаключалось).
КУТ сыграл важную роль в предвыборных кампаниях Сальвадора Альенде на президентских выборах 1964 года и 1970 года, мобилизуя своих активистов в поддержку его коалиции «Народное единство». После победы Альенде в сформированное им правительство вошло 4 рабочих, в том числе лидер КУТ коммунист Луис Фигероа, который стал министром труда. 4 января 1972 года был обнародован Закон № 17 594, предоставивший КУТ правовой статус и механизмы финансирования деятельности, участия в процессе национального экономического планирования и управления компаниями. Многие члены КУТ принимали активное участие в организации «Индустриальных кордонов» как органов рабочего самоуправления при Альенде, однако те зачастую занимали более радикальные позиции, чем сам профцентр.
В период с 1971 по 1973 год у КУТ была собственная радиостанция «Луис Эмилио Рекабаррен» (названа в честь деятеля рабочего движения начала XX века), вещание которой было прекращено 11 сентября 1973 года после её бомбардировки ВВС Чили во время военного переворота.
24 сентября военная хунта официально запретила деятельность КУТ своим декретом № 12. (Член правления КУТ Виктор Диас Лопес возглавлял подпольные структуры КПЧ до убийства в 1976.) В 1974 году в Париже (Франция) был создан Внешний комитет КУТ (CEXCUT) в составе Луиса Фигероа (КПЧ), Роландо Кальдерона (СПЧ) и Эдуардо Рохаса (МАПУ), служивший связующим звеном между политической эмиграцией и рабочим движением на родине. Он входил в Политический комитет «Народного единство» за границей до роспуска последнего в 1980 году.

## Центральный совет

Центральный совет КУТ, сформированный по результатам последних выборов 30-31 мая 1972 г. Слева направо: представители Левого революционного движения (МИР), Коммунистической партии, МАПУ, Социалистической партии, Радикальной партии и Христианско-демократической партии

Последние выборы в Центральный совет КУТ состоялись 30-31 мая 1972 года:
| Партия                                            | Партия                                   | Партия                       | Голосов | %        | Делегаты |
| ------------------------------------------------- | ---------------------------------------- | ---------------------------- | ------- | -------- | -------- |
|                                                   | A. Движение единого народного действия   | МАПУ                         | 25 984  | 4,75 %   | 2        |
|                                                   | B. Независимое народное действие         | АПИ                          | 1 599   | 0,29 %   |          |
|                                                   | C. Коммунистическая партия Чили          | КПЧ                          | 173 068 | 31,68 %  | 18       |
|                                                   | D. Революционная Коммунистическая партия | РКПЧ                         | 3 216   | 0,59 %   |          |
|                                                   | E. Социалистический народный союз        | USOPO                        | 5 420   | 0,99 %   |          |
|                                                   | F. Социал-демократическая партия         | PSD                          | 1 616   | 0,29 %   |          |
|                                                   | G. Социалистическая партия Чили          | СПЧ                          | 148 140 | 27,12 %  | 16       |
|                                                   | H. Радикальная партия Чили               | РПЧ                          | 21 910  | 4,01 %   | 2        |
|                                                   | I. Революционный фронт рабочих           | FTR                          | 10 181  | 1,86 %   | 1        |
|                                                   | J. Партия христианских левых             | IC                           | 3 330   | 0,61 %   |          |
|                                                   | K. Партия левых радикалов                | PIR                          | 3 572   | 0,65 %   |          |
|                                                   | L. Анархисты                             | A                            | 676     | 0,12 %   |          |
|                                                   | M. Христианско-демократическая партия    | ХДП                          | 147 531 | 27,01 %  | 16       |
| Всего действительных голосов                      | Всего действительных голосов             | Всего действительных голосов | 546 243 | 97,50 %  | 55       |
| Недействительных голосов                          | Недействительных голосов                 | Недействительных голосов     | 8 348   | 1,49 %   |          |
| Испорченных бланков                               | Испорченных бланков                      | Испорченных бланков          | 5 652   | 1,01 %   |          |
| Всего голосов                                     | Всего голосов                            | Всего голосов                | 560 243 | 100,00 % |          |
| Источник: La Izquierda Chilena, de Víctor Farías. |                                          |                              |         |          |          |

## Гимн
Гимн КУТ был написан в конце 1960-х годов известным чилийским поэтом Серхио Ортегой и пользовался значительной популярностью в годы правления правительства Народного единства.
| Оригинальный текст | Русский перевод |
| --- | --- |
| Yo te doy la vida entera Te la doy, te la entrego, compañera Si tu llevas la bandera La bandera de la CUT. Aquí va la clase obrera Hacia el triunfo, querida compañera Y en el día que yo muera Mi lugar lo tomas tú. Entregando nuestra vida en el carbón O luchando por el cobre con valor En la CUT peleamos duro sin cesar Contra el yanqui explotador Y la CUT, bravo baluarte sindical Con la ruta que el obrero fijará Con viril, segura y fuerte convicción A luchar nos llevará En el campo la mirada hay que poner Nuestro hermano campesino ha de tener Más que nunca, compañero de la CUT Nuestro apoyo duro y fiel Campesino que en la lucha sin cuartel Vas templando tu conciencia y tu poder En la unión con el obrero y con la CUT Imparable habrás de ser | Я отдаю тебе всю свою жизнь, Я отдаю её тебе, я отдаю её тебе, товарищ Если ты будешь нести флаг — Флаг КУТ Вот рабочий класс идёт К победе, дорогой товарищ И в тот день, когда я умру — Моё место займешь ты. Отдавая свою жизнь добыче угля Или доблестно сражаясь за медь Вместе с КУТ, мы неустанно сражаемся С эксплуататорами-янки И КУТ, бравый оплот профсоюзов — Путь, который прокладывает рабочий С мужественной, уверенной и твёрдой убеждённостью В своей борьбе Внимательный взгляд на село — Там наш брат-крестьянин, у которого должно быть Больше, чем когда-либо было, товарищи КУТ — Наша твёрдая и верная поддержка Крестьянин, который в бескомпромиссной борьбе Закаляет свою совесть и свою силу В союзе с рабочим и с КУТ — Вы должны быть неудержимы |

После 1973 года гимн исполнялся с изменённым текстом, в который был включён куплет о сопротивлении чилийских профсоюзов военной хунте. В 1990 году, после создания Объединённого центра трудящихся, гимн КУТ был отменён.

## Съезды КУТ

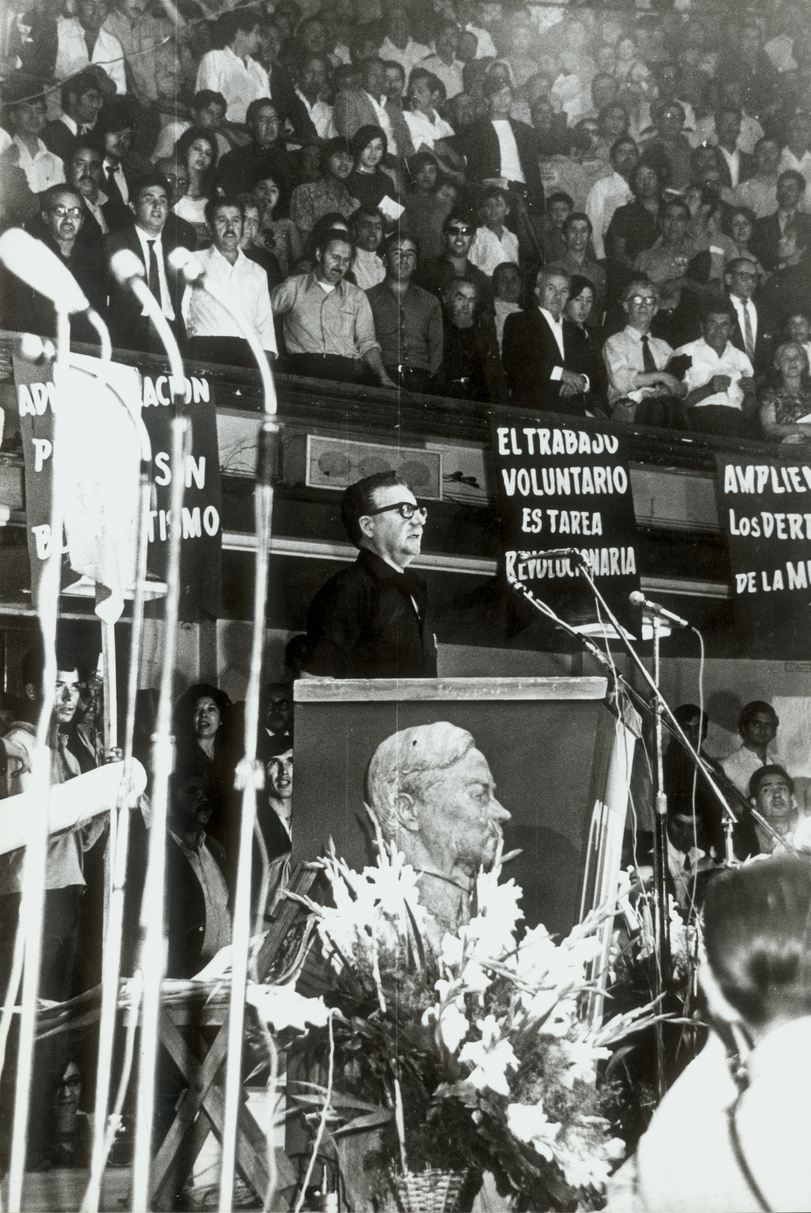
Президент Сальвадор Альенде выступает с речью на VI съезде КУТ (1971).

- Учредительный съезд, 13-16 февраля 1953 г.
- I Национальный конгресс, 15-18 августа 1957 г.
- II Национальный конгресс, 4-8 декабря 1959 г.
- III Национальный конгресс, 1-5 августа 1962 г.
- IV Национальный конгресс 25-28 августа 1965 г.
- V Национальный конгресс, 14-25 ноября 1968 г. Девиз: «Единство рабочих за революционные преобразования».
- VI Национальный конгресс, 8-12 декабря 1971 г. Девиз: «Рабочие строят новую Чили».